# 因果罗网
因果罗网是中国古代哲学家老子的一种为人处世的哲学思想，语出《道德经》第七十三章，对世人影响非常大。原文为“勇於敢則殺勇於不敢則栝（音：gua）此兩者或利或害天之所惡孰知其故是以圣人犹难之天之道不爭而善勝不言而善應不召而自來然坦然而善謀天網恢恢疏而不失”  （原文无句读）， 其最后一句“天網恢恢，疏而不失”（“失”或作“漏”）是中国的经典名言。清代道士黄元吉将该章内容拟题为《不召自来》。

中国道教太极图（阴阳互动）

## 现代汉语
君王如果对民冒然侵害则直接导致杀身；若对民态度强横，尽管未侵害于民但仍然会导致间接杀身之祸。王者对民的这两种态度，没有良莠之分，上天均厌恶，但鲜有君王明白此理。天道认为，对待人民不能强横斗争，不能用严苛的政令限制他们，要因势利导、从容不迫地解决民的问题。天道乃一张巨大的网，普罩着天下，顺者昌，逆者亡，没有人可以逃脱这张天网。

## 经文意义
老子在通篇都以因果命题，将人的所有行为全部罗入天网内：因为“勇于敢”则遭杀身；因为“勇于不敢”则遭危险；因为“不争”则胜；因为“不言”则应对自如；因为“不召”则不请自来。以上种种都是天网内的事情，因因果果都被网罗其中。
现代版的“法网恢恢，疏而不漏”与老子的“天網恢恢疏而不失”，有着本质的区别。法网是人为编织的，反映国家意志，是“依法办事”，是道经中的“有为”行为；而天网是自然的，不受人为意志所左右，是依自然法则办事，是道经中的“无为”行为，其思想意境更为高妙。